# Filmåret 1969

## Händelser
- Under sommaren spelar Öyvind Fahlström in Du gamla, du fria

## Academy Awards/Oscari urval (komplett lista)
| Kategori                   | Vinnare                                   |
| -------------------------- | ----------------------------------------- |
| Bästa film:                | Midnight Cowboy                           |
| Bästa regi:                | John Schlesinger (Midnight Cowboy)        |
| Bästa manliga huvudroll:   | John Wayne (De sammanbitna)               |
| Bästa kvinnliga huvudroll: | Maggie Smith (Miss Brodies bästa år)      |
| Bästa manliga biroll:      | Gig Young (När man skjuter hästar så ...) |
| Bästa kvinnliga biroll:    | Goldie Hawn (Kaktusblomman)               |
| Bästa utländska film:      | Z – han lever (Algeriet)                  |

## Årets filmer

### A - G
- Badarna
- Bassängen
- Bokhandlaren som slutade bada
- Butch Cassidy och Sundance Kid
- The Cube
- De obesegrade
- De sammanbitna
- Den vilda jakten på likbilen
- Deserter USA
- Det vilda gänget
- Dina ömhetsbetygelser (Deine Zärtlichkeiten) av Peter Schamoni
- Easy Rider
- Eriksson
- Fadern
- Freddy klarar biffen
- Gladiatorerna

### H - N
- Hello, Dolly
- Hur Marie träffade Fredrik, åsnan Rebus, kängurun Ploj och...
- I hennes majestäts hemliga tjänst
- Kameleonterna
- Klabautermannen
- Konrad Bayer, eller: världen är jag och det är min ensak (Konrad Bayer, oder: die Welt bin ich und das ist meine Sache) av Ferry Radax
- Kärlekens hus
- Med krut i nävarna
- Mej och dej
- Midnight Cowboy
- Miss and Mrs. Sweden
- Model Shop
- Ni ljuger
- När kvinnor älskar

### O - U
- Oss emellan
- Pippi Långstrump
- Rekordåren 1966, 1967, 1968...
- Skottet
- Topaz
- Ur kärlekens språk
- Urladdning

### V - Ö
- Ådalen 31[1]
- Åsa-Nisse i rekordform[2]
- Örnnästet

## Födda
- 1 januari – Sophie Okonedo, brittisk skådespelare.
- 17 januari
  - Naveen Andrews, brittisk skådespelare.
  - Lukas Moodysson, svensk regissör.
- 27 januari – Marc Forster, tysk-schweizisk regissör och manusförfattare.
- 1 februari – Brian Krause, amerikansk skådespelare och manusförfattare.
- 3 februari – Paolo Roberto, svensk proffsboxare, TV-programledare och skådespelare.
- 5 februari – Michael Sheen, walesisk skådespelare.
- 6 februari
  - David Hayter, amerikansk röstskådespelare och manusförfattare.
  - Daniel Lind Lagerlöf, svensk regissör och producent.
- 8 februari – Mary McCormack, amerikansk skådespelare.
- 10 februari – Hakim Jakobsson, svensk skådespelare.
- 11 februari – Jennifer Aniston, amerikansk skådespelare.
- 6 mars – Andrea Elson, amerikansk skådespelare.
- 11 mars – Terrence Howard, amerikansk skådespelare.
- 6 april
  - Petter Billengren, svensk skådespelare.
  - Paul Rudd, amerikansk skådespelare.
- 21 april – Toby Stephens, brittisk skådespelare.
- 25 april – Renée Zellweger, amerikansk skådespelare.
- 1 maj
  - Wes Anderson, amerikansk filmregissör och manusförfattare.
  - Carrie Stevens, amerikansk fotomodell och skådespelare.
- 19 maj – Thomas Vinterberg, dansk regissör och manusförfattare.
- 25 maj – Anne Heche, amerikansk skådespelare, filmregissör och författare.
- 31 maj – Benedikt Erlingsson, isländsk skådespelare och regissör.
- 13 juni – Jamie Walters, amerikansk skådespelare och musiker.
- 15 juni – Ice Cube, eg. O'Shea Jackson, amerikansk skådespelare och Rap-artist.
- 20 juli – Josh Holloway, amerikansk skådespelare.
- 22 juli – Despina Vandi, grekisk-tysk sångerska, fotomodell och skådespelare.
- 24 juli – Jennifer López, amerikansk sångerska och skådespelare.
- 17 augusti – Donnie Wahlberg, amerikansk skådespelare och musiker, medlem i New Kids on the Block.
- 18 augusti
  - Edward Norton, amerikansk skådespelare.
  - Christian Slater, amerikansk skådespelare.
- 19 augusti – Matthew Perry, amerikansk-kanadensisk skådespelare.
- 28 augusti
  - Jack Black, amerikansk skådespelare.
  - Jason Priestley, kanadensisk skådespelare.
- 3 september – Dominic West, brittisk skådespelare.
- 5 september – Dweezil Zappa, amerikansk gitarrist och skådespelare.
- 20 september – Robert Jelinek, svensk skådespelare, sångare och musiker (gitarr, tenorsaxofon, munspel, congas).
- 25 september – Catherine Zeta-Jones, brittisk skådespelare.
- 29 september
  - Erika Eleniak, amerikansk skådespelare och fotomodell.
  - Oded Menashe, israelisk skådespelare.
- 15 oktober – Vanessa Marcil, amerikansk skådespelare.
- 23 oktober – Dolly Buster, tysk-tjeckisk porrstjärna, strippa, författare, politiker och skådespelare.
- 13 november – Gerard Butler, brittisk skådespelare.
- 20 november – Kirsti Torhaug, norsk skådespelare.
- 11 december – Max Martini, amerikansk skådespelare.
- 12 december – Carrie Westcott, amerikansk fotomodell och skådespelare.
- 21 december – Julie Delpy, fransk skådespelare.
- 29 december – Jennifer Ehle, amerikansk skådespelare.

## Avlidna
- 2 februari – Boris Karloff, brittisk skådespelare.
- 6 maj – Torsten Winge, svensk skådespelare och regissör.
- 2 juni – Bullan Weijden, svensk skådespelare och sångare.
- 8 juni
  - Lill Arncloo, svensk skådespelare.
  - Robert Taylor, amerikansk skådespelare.
- 10 juni – Gösta Sandin, svensk filmproducent.
- 22 juni – Judy Garland, amerikansk skådespelare.
- 1 juli – Lilly Kjellström, svensk skådespelare.
- 2 juli – Mikio Naruse, japansk filmskapare
- 3 juli – Edward L. Alperson, amerikansk filmproducent och filmbolagsdirektör.
- 31 juli – Harry Ahlin, svensk skådespelare.
- 3 augusti – Rune Halvarsson, svensk skådespelare.
- 4 augusti – Hilding Gavle, svensk skådespelare.
- 9 augusti – Sharon Tate, amerikansk skådespelare.
- 11 augusti – Inga Hodell, svensk skådespelare.
- 14 augusti – Sven d'Ailly, svensk operasångare, lutaspelare, teaterregissör och skådespelare.
- 15 september – Åke Grönberg, svensk regissör, skådespelare och sångare.
- 28 september – Lotus Robb, amerikansk skådespelare.
- 7 oktober – Lars Ekborg, svensk skådespelare.
- 12 oktober – Sonja Henie, norsk-amerikansk skådespelare och konståkare, olympisk guldmedaljör.
- 27 oktober – Vera Nilsson, svensk skådespelare.
- 24 november – Erik Bergman, svensk skådespelare.
- 26 december – Brita Öberg, svensk skådespelare.

### Fotnoter
1. ↑  IMDB, läst 29 februari 2012
2. ↑  IMDB, läst 29 februari 2012